# التنسيقة الوطنية للتغيير والديمقراطية
التنسيقة الوطنية للتغيير والديمقراطية (CNCD) هي حركة جزائرية معارضة تأسست في 21 يناير 2011 في أعقاب أعمال الشغب التي هزت البلاد خلال هذا الشهر ، في سياق الربيع العربي, تم تنظيم المظاهرات في المدن الرئيسية في البلاد يومي 12 و 19 فبراير 2011.
في 23 فبراير 2011 ، انقسمت التنسيقية إلى مجموعتين، بعد نزاع حول دور الأحزاب السياسية في هذه المنظمة.

## انظر كذلك

### مقالات ذات صلة
- الرابطة الجزائرية للدفاع عن حقوق الإنسان